# 小寺就茂
小寺 就茂（こでら なりしげ）は、江戸時代前期の武士。毛利氏の家臣で長州藩士。父は内藤就正で、嫡男が早世した小寺元茂の養子となる。

## 生涯
寛永元年（1624年）、長州藩士・内藤就正の三男として生まれる。
年不詳だが、小寺元茂の嫡男・小寺就信が早世したため、就茂が小寺元茂の養子となった。
慶安4年（1651年）8月4日に養父の元茂が死去し、家督を相続する。
元禄10年（1697年）1月15日、または、1月19日に死去。享年74。小寺友茂が後を継いだ。